# R239-es főút (Oroszország)
Az R239-es főút (oroszul: Федеральная автомобильная дорога P239) Oroszország egyik szövetségi jelentőségű autóútja az európai országrészen, Tatárföldön és az Orenburgi területen. Kazanyból Orenburgon át Kazahsztán határáig vezet.

## Ismertetése

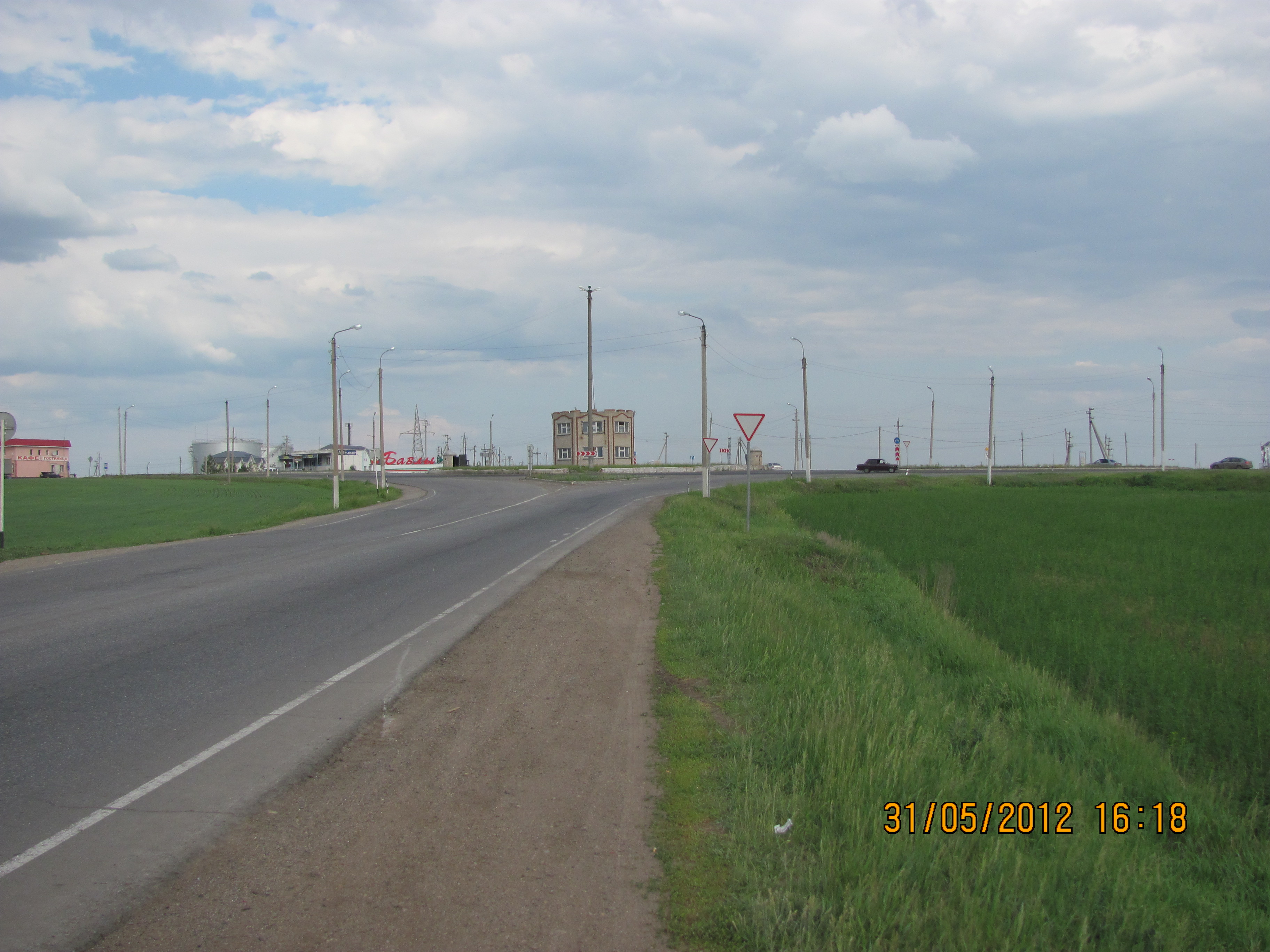
A 239-es út Bavli mellett (2012)

Hossza 872 km. Jellemzően délkelet felé halad, többnyire 2x1 sávos út, a nagyobb városok körzetében 2x2, illetve 2x3 sávos útszakaszokkal.
A főútról Malije Kabani falunál lehajtva egy 5 km-es bekötőúton lehet a kazanyi nemzetközi repülőtérre eljutni.
Kazanytól kb. 80 km-re az út a Kámán vezet keresztül. A csaknem 14 km hosszú hidat a 2x1 sávos úttal 2002-ben nyitották meg, (előtte csak kompátkelő volt), a 2x2 sávosra bővített úttal 2016-ban át a forgalomnak. A déli hídfő után, az R240-es főút kereszteződésében csomópontot alakítottak ki.
Salti falu után az út az Orenburgi területen folytatódik, egy darabig az Ik völgyében. Orenburgtól kb. 50 km-re északra újra összefut az R240-essel és Orenburgnál az M5-össel találkozik. Orenburgtól dél felé vezet tovább, majd Szol-Ilecktől ismét délkelet felé, Akbulakon át a kazah határig.

## Útvonala
Tatárföld
- Kazany

 híd a Kámán
 R240-es főút
- Alekszejevszkoje
- Csisztopol
- Almetyjevszk
- Bugulma

 M5-ös főút
- Bavli
- Salti

Orenburgi terület
- Abdulino
- Orenburg

 M5-ös főút
- Szol-Ileck
- Akbulak
- Országhatár, Kazahsztán